# Pellacalyx axillaris
Pellacalyx axillaris är en tvåhjärtbladig växtart som beskrevs av Pieter Willem Korthals. Pellacalyx axillaris ingår i släktet Pellacalyx, och familjen Rhizophoraceae. Inga underarter finns listade i Catalogue of Life.